# トマス・アンド・アグネス
有限会社トマス・アンド・アグネスは、日本の芸能事務所。略称はT&A。インターネット上ではチャンズ、またはCHAN'Sのブランド名を用いて、輸入、小売販売業なども展開していた。

## 概要
アグネス・チャンの芸能活動を円滑化することを目的に設立された芸能事務所である。1987年3月31日、アグネス・チャンが渡辺プロダクションから独立した際に、新たな個人事務所として設立した。本社を東京都渋谷区広尾に設置し、代表はアグネス・チャンの夫が務めている。
主な事業内容としては「アグネス・チャンの芸能活動のマネジメント」 を掲げているが、もうひとつ主要な事業内容として「香港を中心としたアジアの雑貨・食材・化粧品の輸入販売」 を挙げている。具体的には、中華人民共和国の香港特別行政区から雑貨などを輸入し、これを楽天のインターネットモールで、「チャンズ」や「CHAN'S」の名称を用いて通信販売事業を展開していたが、2010年12月9日をもって営業を終了した。。なお、2003年に楽天に出店するまでの2年弱の間、東京都港区の台場小香港内に実際の店舗を有していた。

## 論争
取り扱い商品に対する批判
2010年8月、トマス・アンド・アグネスが運営する「チャンズ」のウェブサイトにて、ビー・グリーンが輸入した、タブレット状の霊芝エキス「五色霊芝」を「目を治し、肝臓の機能を補い、心を落ち着かせ、寛容な心のも持ち主にする」（原文ママ）などと謳って販売していたことが発覚した。このビジネスに対して、早稲田大学名誉教授の大槻義彦が「霊芝は、食用に適さず、摂取によっては副作用があると専門家が警告しています」 と指摘した 上で、「2万円近くするというのは、すごく高価ですよ。極めて不適切な商売」 と強く批判した。また、厚生労働省監視指導・麻薬対策課も、食品に対して薬効を謳うことは薬事法に抵触するとの見解を示すなど、大きな騒動となった。
また、同サイトでは、風水を取り込んだと称してパワーストーンを販売しており、「恋愛運、病気緩和に効く」「黄緑は健康運、仕事運、家庭運を呼び込む」 などと喧伝していた。これに対しても、大槻が「パワーストーンとして病気の緩和や健康運などをうたうのは、これまでの霊感商法とまったく同じ」 と厳しく批判を加えた
トマス・アンド・アグネスの反論
これらの批判に対して、トマス・アンド・アグネスの代表は「トラブルは一度もありません」 と主張したうえ、霊芝エキスは医学者であるアグネス・チャンの姉をはじめとするメンバーが開発した商品だと説明し、値段も適正価格であり、「変なものではありません」 と反論した。実際に、製造者である香港のビタグリーン社は臨床試験で五色霊芝の有効性研究を行っている。
ただ、誤解を招くことを回避するため、サイト上の問題視された表現は削除するとの考えを明らかにした。トマス・アンド・アグネスの対応について、大槻は「私どもの霊感商法との指摘に対して、すばやい対応を示して、商品を撤去したという。そのこと自体はいいことで評価できる」 と述べるなど、いったんは矛を収める考えを示した。
アグネス・チャンの主張
2007年に行われた楽天のインタビューの際、アグネス・チャンは「中国では昔から霊芝が5種類集まると死なないと言われていました」 と自説を展開している。さらに、トマス・アンド・アグネスの商品について「これはその霊芝を集めたサプリメントなのですが、飲むと元気になる気がします。二日酔いにもいいみたいで、私の夫は飲みすぎたらこれを飲んでます」 との談話をし、その一方では「『飲んだら元気になる!』みたいな自己暗示もあるかもしれませんけど」 と分析している。
また、トマス・アンド・アグネスが販売する黒酢「鎮江香醋」についても説明しているが、その中では「中国の考え方で、『黒』は腎臓にいいと言われているんですよ。ホルモン系にもいい」 との自説を展開している。
しかし、大槻の発言をきっかけに批判の声が相次いだことから、アグネス・チャンは「薬事法抵触の事も全く知らなかった」 と反論した。さらに、アグネス・チャンは「誤解を与え、ファンの皆さんに心配をさせて本当に悔しい」 などと主張した。
アグネス・チャンの釈明に対する批判
このようなアグネス・チャンの釈明に対し、大槻が「『誤解を与えた』などということは大嘘。霊感商法は彼女が確信してやってきたこと」 と酷評する事態となり、さらに騒動の火に油を注ぐ結果となってしまった。マスコミからの取材に対しても、大槻は「医学的に効果が認められていないのに効用を謳っているのは薬事法違反」 と重ねて指摘し、トマス・アンド・アグネスの営業活動は違法行為であると批判した。
代表の謝罪
このような事態を受け、トマス・アンド・アグネスの代表が、マスコミの取材に応じた。トマス・アンド・アグネスの代表は「すべて私の管理不行届」 と発言し、自身の経営責任を全面的に認め、謝罪するに至った。その後、楽天上での販売を全て中止してリニューアルを予定していたが、2010年12月になって、12月9日をもって楽天での販売を終了したと発表した。